# Tuomas Holopainen
Tuomas Lauri Johannes Holopainen (Kitee, 25 de dezembro de 1976) é um músico, compositor e produtor musical finlandês, mais conhecido como líder, compositor, produtor e tecladista da banda de metal sinfônico Nightwish.
Holopainen é extremamente popular na Finlândia, não só pela pertença à banda Nightwish, mas também por bandas já extintas como Nattvindens Gråt e Darkwoods My Betrothed. Atualmente também toca teclado paralelamente na banda For My Pain... e como convidado no grupo Sethian.
Além de músico, ele também trabalha como produtor musical, produzindo o grupo feminino Indica e ocasionalmente a banda Silentium. Seu primeiro álbum solo foi lançado em 2014, Music Inspired by the Life and Times of Scrooge.

## Infância e vida pessoal
Tuomas Holopainen nasceu em Kitee, Finlândia no dia de Natal, em 25 de dezembro de 1976, filho do empreendedor Pentti Holopainen e Kirsti Nortia-Holopainen, uma ex-professora de música e Inglês numa pequena escola primária. Ele tem uma irmã mais velha chamada Susanna, que trabalha como cirurgiã-urologista, e um irmão mais velho chamado Petri, que é um assistente de autópsias. Sua musicalidade e habilidades em textos apareceram cedo na escola. Sua mãe o matriculou em aulas de piano quando ele tinha sete anos de idade, posteriormente estudando também clarinete, saxofone e teoria musical por doze anos numa escola de música. Entretanto, Tuomas não tem tocado clarinete ou saxofone desde meados da década de 1990. Originalmente aspirando tornar-se um biologista, Holopainen não possuía interesse no heavy metal até seu colega de intercâmbio levá-lo aos shows do Metallica e Guns N' Roses nos Estados Unidos.
Tuomas também é um fã da Disney, J. R. R. Tolkien e Dragonlance. Em 2006 ele afirmou que "não é religioso, mas um indivíduo de mente-aberta e pensamento individual". Ele não considera "a religião ruim, mas a interpretação humana dela".
Ele se casou com a cantora pop finlandesa Johanna Kurkela em 28 de outubro de 2015. Eles namoraram de 2009 a 2013, e noivaram em 2014. Tuomas é vegetariano.

## Carreira musical

### Início e primeiras bandas
Tuomas entrou para sua primeira banda em 1992, um pequeno projeto chamado Dismal Silence, onde esteve apenas como membro ao vivo por alguns meses. Em 1995, ele entrou para o grupo Darkwoods My Betrothed, já no álbum de estreia Heirs of the North Star, sendo que nessa época que ele escreveu sua primeira canção, "A New Heaven, a New Earth". Nesse mesmo ano ele entrou para outra banda, Nattvindens Gråt, com a qual lançou dois álbuns, A Bard's Tale e Chaos Without Theory, além de algumas fitas demo.
Tuomas continuou trabalhando com o Darkwoods My Betrothed até 1998, lançando com a banda mais dois álbuns, Autumn Roars Thunder e Witch-Hunts. Foi então convocado para o Exército da Finlândia, onde conseguiu o cargo de clarinetista da banda militar, o que o poupou de atividades relacionadas a armas. Antes de viver apenas de música, Tuomas foi durante dois anos professor substituto do colegial de sua cidade natal.

### Carreira com o Nightwish

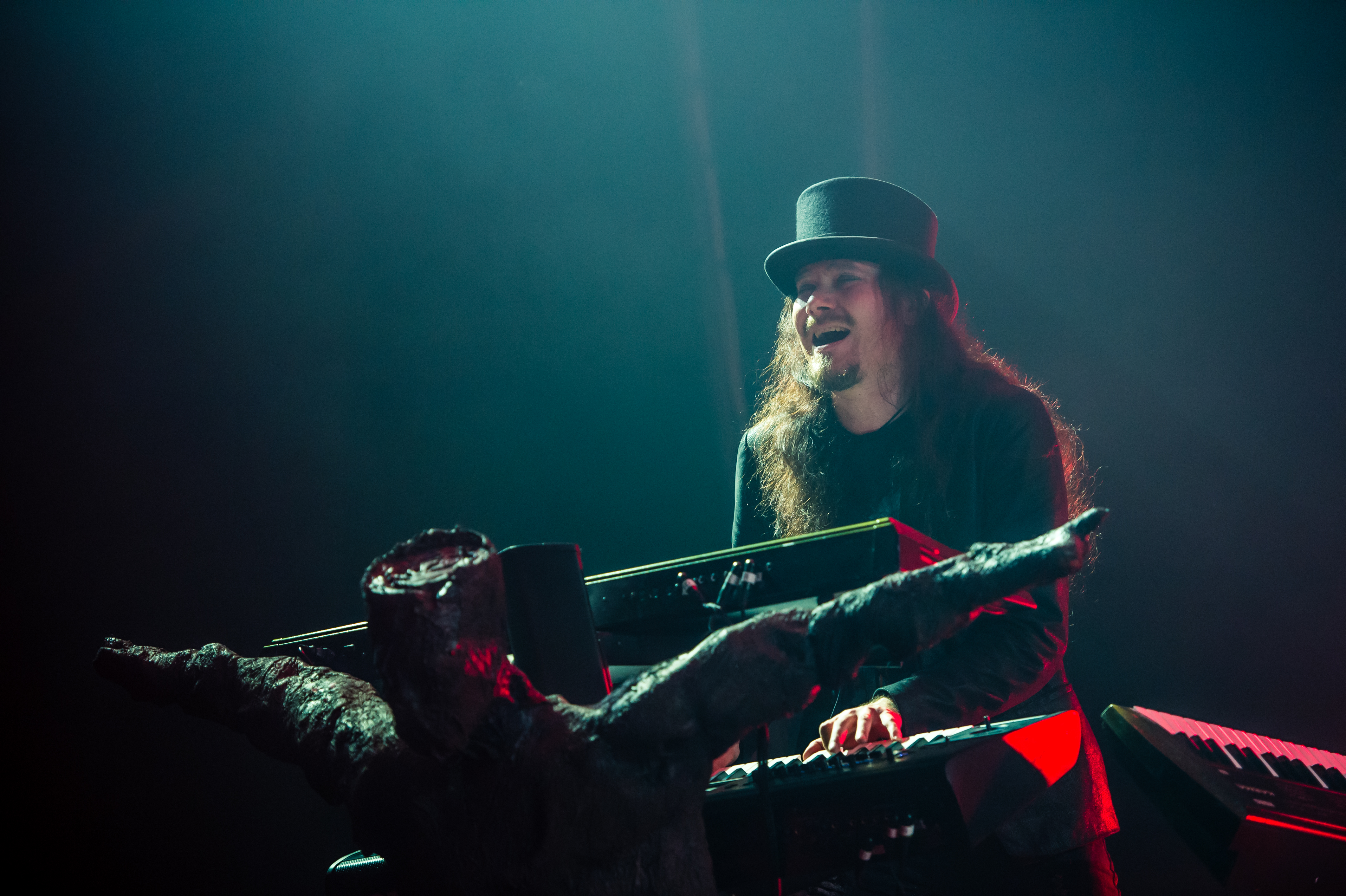
Tuomas se apresentando na Endless Forms Most Beautiful World Tour do Nightwish em 2015.

Em julho de 1996, Tuomas decidiu criar seu próprio projeto musical para que ele pudesse escrever suas próprias músicas. Para a formação do grupo, chamou dois amigos de escola, a cantora Tarja Turunen e o guitarrista Emppu Vuorinen. Em agosto a banda foi formada, e em dezembro eles gravaram e lançaram uma demonstração intitulada Nightwish, da qual foi retirado o nome da banda.
Em novembro de 1997 é lançado o primeiro álbum, Angels Fall First, com música escrita por Tuomas durante sua passagem pelo exército finlandês. O grupo fez seu primeiro show em 31 de dezembro do mesmo ano, em sua cidade natal. A banda, porém, só ficou internacionalmente famosa com o lançamento do álbum Oceanborn, em 1998. Em 1999, o grupo se apresentou em diversos lugares da Finlândia e da Europa e continuou fazendo shows pelos anos de 2000 e 2001, período de lançamento do álbum Wishmaster e do EP Over the Hills and Far Away.
Nessa época, Tuomas decidiu acabar com a banda, chegando a ligar para as duas gravadoras, Spinefarm e Drakkar para anunciar o fim, mas decidiu reconsiderar após uma conversa com o cantor Tony Kakko. Para que a banda continuasse, Tuomas demitiu o até então baixista, Sami Vänskä, e contratou Ewo Rytkönen como novo empresário. A banda também assinou um contrato com a King Foo Entertainment.
Em 2002, o Nightwish lançou o álbum Century Child e excursionou mundialmente para divulgá-lo. O álbum Once, de 2004, vendeu mais de um milhão de cópias ao redor do mundo, conseguindo dois Discos de Platina e um de Ouro. A turnê promocional do álbum acabou em 21 de outubro de 2005 em Helsinque, Finlândia, e após esse show, Tuomas demitiu Tarja atráves de uma carta aberta, e anunciou que o Nightwish realizaria um pausa durante o ano de 2006.
Em abril de 2006, Tuomas começa a trabalhar no novo álbum do Nightwish, Dark Passion Play, mas a nova vocalista da banda, Anette Olzon, só foi anunciada em maio de 2007. Em setembro desse mesmo ano, Dark Passion Play é finalmente lançado mundialmente, e no mesmo mês a banda inicia uma turnê mundial que passou por Portugal e Brasil em novembro de 2008.
O sétimo e oitavo álbum da banda, Imaginaerum e Endless Forms Most Beautiful, respectivamente, foram lançados em 2011 e 2015, sendo este último o primeiro disco de estúdio com a cantora Floor Jansen.

### Projetos paralelos
Em 1999, Tuomas foi convidado para participar de uma nova banda que Altti Veteläinen e Petri Sankala estavam criando, e além dele, Oli-Pekka Törrö e Juha Kylmänen também foram chamados. Como na época todos estavam envolvidos em outros projetos, eles decidiram deixar a ideia para mais tarde. No entanto, quando o Nightwish e o grupo Eternal Tears of Sorrow fizeram uma pausa em 2001, todos decidiram retomar a ideia, e a banda foi chamada de For My Pain..., com seu primeiro álbum, Fallen, sendo lançado em 31 de março de 2003.
Em 2004, a banda lançou um single independente, "Killing Romance", que ficou em sétimo lugar nas paradas finlandesas. Foi o último lançamento oficial do grupo, já que atualmente, todos estão envolvidos em outros projetos.
Tuomas também já se envolveu em várias outras bandas, tanto como membro ao vivo como membro de estúdio. Em 2003, ele foi o tecladista do álbum de estreia da banda Sethian, Into the Silence; Jukka Nevalainen, baterista do Nightwish, também participou. Em 2006, Tuomas se tornou membro do Trio Timo Rautiainen, com quem já lançou dois álbuns, três singles e um EP.
Ele também já tocou ao vivo com a banda finlandesa Kotiteollisuus e participou de três álbuns deles como tecladista, e ainda tocou com o Kylähullut e Sonic Syndicate.

### Carreira como produtor
Além do Nightwish, Tuomas também produz a banda finlandesa de pop rock Indica, que se tornou o número de abertura do Nightwish em 2008 e 2009, ao lado dos suecos Pain. Ele também produziu o álbum Sufferion – Hamartia of Prudence do grupo Silentium em 2003.

### Carreira como escritor
Em novembro de 2015, Tuomas revelou planos para lançar um livro com contos de fantasia e terror influenciados por Neil Gaiman e Stephen King.

## Composições e influências musicais

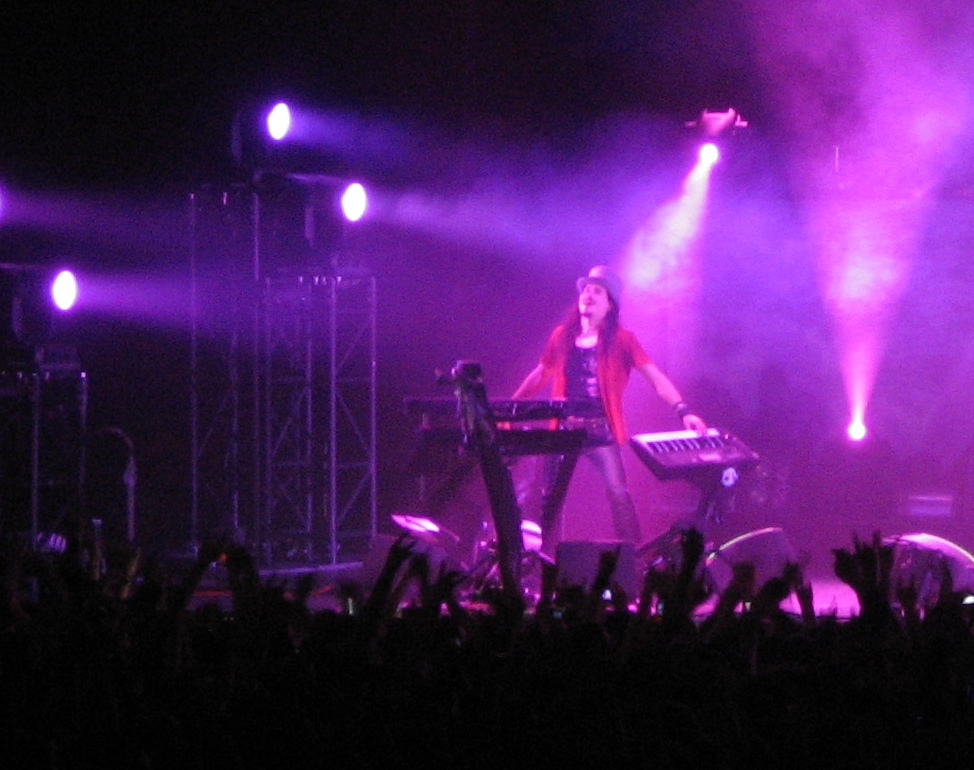
Tuomas com o Nightwish em Paris, França em 2008.

Holopainen disse que é fortemente influenciado pelos filmes. Músicas como "Beauty of the Beast", "Ghost Love Score" e "The Poet and the Pendulum" foram fortemente influenciadas no gênero. Outras como "Bye Bye Beautiful" e "Wish I Had an Angel" tem inspirações no rock industrial, e outras como "The Islander", "Last of the Wilds", "Creek Mary's Blood" e o álbum Angels Fall First possuem raízes folclóricas e indígenas. Holopainen também disse que a trilha musical dos filmes é o que ele escuta em seus momentos de lazer, sendo fã da música de Van Helsing e Crimson Tide, e praticamente todas as composições de Hans Zimmer.
Programas de televisão também tiveram influência sobre o Nightwish, e muitas das músicas mais clássicas da banda tem raízes em séries de TV, como Dragonlance, e também nas sequências de O Senhor dos Anéis. Dentre as músicas enraízadas nesses gêneros estão "Wishmaster" e "Wanderlust". Na discografia do Nightwish podem ser encontradas referências à "The Kharolis Mountains", "Shalafi", "Krynn, "Elbereth" e "Grey Heavens". A música "7 Days to the Wolves" foi inspirada na série literária A Torre Negra, de Stephen King.
O Nightwish também influenciou outras bandas e solistas com suas músicas. Simone Simons, vocalista da banda Epica, começou cantando músicas do Nightwish. Nicole Bogner, ex-vocalista da banda Visions of Atlantis, também afirma que o Nightwish influenciou fortemente o seu primeiro álbum. Sander Gommans, da banda After Forever, disse: "O Nightwish certamente nos influenciou na criação de novas músicas", e o cantor Tony Kakko também afirma que o Nightwish teve grande influência em suas composições. Tuomas escreveu apenas uma canção diretamente para o cinema, que foi "While Your Lips Are Still Red", para o filme finlandês Lieksa!, lançado em 11 de dezembro de 2007.
Apesar disso, algumas músicas foram usadas como trilhas sonoras com sua permissão, foi o caso de "End of All Hope" e "Slaying the Dreamer", do quarto álbum do Nightwish, Century Child, usadas na trilha do filme Kohtalon kirja, em 2002. Em 2005, "Wish I Had an Angel" foi o tema principal do filme norte-americano Alone in the Dark, e nesse mesmo ano "Nemo" foi uma das canções de fundo no filme The Cave.

## Equipamento
A seguir estão listados os modelos de teclados Korg que Tuomas usa ou usava:
- Korg N364
- Korg Triton
- Korg KARMA
- Korg OASYS
- Korg Trinity
- Korg TR
- Korg Kronos

## Discografia
| - Music Inspired by the Life and Times of Scrooge (2014) - Angels Fall First (1997) - Oceanborn (1998) - Wishmaster (2000) - Century Child (2002) - Once (2004) - Dark Passion Play (2007) - Imaginaerum (2011) - Endless Forms Most Beautiful (2015) | - Fallen (2003) - Heirs of the North Star (1995) - Autumn Roars Thunder (1996) - Witch-Hunts (1998) - A Bard's Tale (1995) - Chaos Without Theory (1997) |

### Participações
| Ano  | Artista                               | Álbum                                                 | Faixa                                                                            |
| ---- | ------------------------------------- | ----------------------------------------------------- | -------------------------------------------------------------------------------- |
| 1995 | Plamen Dimov                          | Chamelion                                             | (Múltiplas faixas)                                                               |
| 1996 | Jimmy (The Bluesman) Lawson & Friends | Play That Funky (Humppa) Music                        | (Múltiplas faixas)                                                               |
| 1999 | Furthest Shore                        | Chronicles of Hethenesse, Book 1: The Shadow Descends | (Múltiplas faixas)                                                               |
| 2003 | Kotiteollisuus                        | Helvetistä itään                                      | (Múltiplas faixas)                                                               |
| 2003 | Sethian                               | Into the Silence                                      | (Múltiplas faixas)                                                               |
| 2003 | Silentium                             | Sufferion - Hamartia of Prudence                      | (Múltiplas faixas)                                                               |
| 2003 | Timo Rautiainen & Trio Niskalaukaus   | DVD                                                   | (Múltiplas faixas)                                                               |
| 2004 | Timo Rautiainen & Trio Niskalaukaus   | "Hyvä ihminen" (single)                               | "Samarialainen"                                                                  |
| 2004 | Timo Rautiainen & Trio Niskalaukaus   | Kylmä tila                                            | "Juoksevan veden aika" "Kylmä tila"                                              |
| 2004 | Timo Rautiainen & Trio Niskalaukaus   | Hartes Land                                           | "Kalter Zustand (Kylmä tila)" "Zeit der steigenden Säfte (Juoksevan veden aika)" |
| 2005 | Kotiteollisuus                        | 7                                                     | (Múltiplas faixas)                                                               |
| 2006 | Kotiteollisuus                        | Iankaikkinen                                          | (Múltiplas faixas)                                                               |
| 2006 | Timo Rautiainen                       | Sarvivuori                                            | (Múltiplas faixas)                                                               |
| 2007 | Kylähullut                            | Lisää persettä rättipäille                            | (Múltiplas faixas)                                                               |
| 2007 | Kylähullut                            | Peräaukko sivistyksessä                               | (Múltiplas faixas)                                                               |
| 2007 | Timo Rautiainen                       | Loppuun ajettu                                        | (Múltiplas faixas)                                                               |
| 2007 | Kotiteollisuus                        | Kummitusjuna                                          | (Múltiplas faixas)                                                               |
| 2008 | Indica                                | Valoissa[A]                                           | (Múltiplas faixas)                                                               |
| 2009 | Kotiteollisuus                        | Ukonhauta                                             | (Múltiplas faixas)                                                               |
| 2010 | Indica                                | A Way Away[A]                                         | (Múltiplas faixas)                                                               |
| 2011 | Kotiteollisuus                        | Kotiteollisuus                                        | (Múltiplas faixas)                                                               |
| 2011 | Kotiteollisuus                        | Kalevan miekka                                        | (Múltiplas faixas)                                                               |
| 2013 | Kotiteollisuus                        | Maailmanloppu                                         | (Múltiplas faixas)                                                               |
| 2014 | Kari Rueslåtten                       | Time to Tell                                          | "Why So Lonely"                                                                  |

- A↑  Tuomas participou de ambos os álbuns como produtor musical.